# Anna Oleszkowicz
Anna Maria Oleszkowicz – polska psycholog, dr hab. nauk humanistycznych, profesor nadzwyczajny i dyrektor Instytutu Psychologii Wydziału Nauk Historycznych i Pedagogicznych Uniwersytetu Wrocławskiego.

## Życiorys
Obroniła pracę doktorską, 21 maja 2007 habilitowała się na podstawie pracy zatytułowanej Bunt młodzieńczy. Uwarunkowania. Formy. Skutki. Została zatrudniona na stanowisku profesora w Dolnośląskiej Wyższej Szkole Służb Publicznych „Asesor” we Wrocławiu, oraz profesora nadzwyczajnego i dyrektora w Instytucie Psychologii na Wydziale Nauk Historycznych i Pedagogicznych Uniwersytetu Wrocławskiego.